# Deraeocoris
Deraeocoris is een geslacht van wantsen uit de familie van de blindwantsen. De wetenschappelijke naam werd gepubliceerd in 1856 door Carl Ludwig Kirschbaum.

## Soorten
Het genus bevat de volgende soorten:

- Deraeocoris albigulus Knight, 1921
- Deraeocoris alnicola Knight, 1921
- Deraeocoris apache Knight, 1921
- Deraeocoris aphidiphagus Knight, 1921
- Deraeocoris appalachianus Knight, 1921
- Deraeocoris atriventris Knight, 1921
- Deraeocoris australicus Reuter, 1905
- Deraeocoris bakeri Knight, 1921
- Deraeocoris balli Knight, 1927
- Deraeocoris balticus Herczek & Gorczyca, 1991
- Deraeocoris barberi Knight, 1921
- Deraeocoris betulae Knight, 1921
- Deraeocoris biroi Poppius, 1915
- Deraeocoris borealis Van Duzee, 1920
- Deraeocoris brevis (Uhler, 1904)
- Deraeocoris brunneolus Kerzhner & Schuh, 1995
- Deraeocoris bullatus Knight, 1921
- Deraeocoris cerachates Uhler, 1894
- Deraeocoris cochise Razafimahatratra & Lattin, 1982
- Deraeocoris comanche Knight, 1921
- Deraeocoris conspicuus Ma & G.Q. Liu, 2002
- Deraeocoris convexulus Knight, 1921
- Deraeocoris cribratoides Carvalho, 1957
- Deraeocoris cupreus Ma & G.Q. Liu, 2002
- Deraeocoris darjeelingensis Kerzhner & Schuh, 1995
- Deraeocoris davisi Knight, 1921
- Deraeocoris delicatum Distant, 1884
- Deraeocoris diveni Knight, 1921
- Deraeocoris fasciolus Knight, 1921
- Deraeocoris fenestratus Van Duzee, 1917
- Deraeocoris flaviceps Ma & G.Q. Liu, 2002
- Deraeocoris franserensis Razafimahatratra & Lattin, 1982
- Deraeocoris fulgidus Van Duzee
- Deraeocoris fulvescens (Reuter, 1909)
- Deraeocoris fulvus Knight, 1921
- Deraeocoris fusifrons Knight, 1921
- Deraeocoris gagnei Carvalho, 1957
- Deraeocoris gilensis Razafimahatratra & Lattin, 1982
- Deraeocoris gorokensis Carvalho, 1957
- Deraeocoris grandis Uhler, 1887
- Deraeocoris gressitti Carvalho, 1957
- Deraeocoris grisescens Poppius, 1915
- Deraeocoris hesperus Knight, 1921
- Deraeocoris histrio Reuter, 1876
- Deraeocoris incertus Knight, 1921
- Deraeocoris kaitakiensis Carvalho, 1957
- Deraeocoris kennicotti Knight, 1921
- Deraeocoris knightonius Razafimahatratra & Lattin, 1982
- Deraeocoris laricicola Knight, 1921
- Deraeocoris luridipes Knight, 1921
- Deraeocoris madisonensis Akingbohungbe, 1972
- Deraeocoris magnioculatus G.Q. Liu, 2005
- Deraeocoris majesticus Ma & G.Q. Liu, 2002
- Deraeocoris manitou (Van Duzee, 1920)
- Deraeocoris maoricus Woodward, 1950
- Deraeocoris membranalis Carvalho, 1957
- Deraeocoris morobensis Carvalho, 1957
- Deraeocoris mutatus Knight, 1921
- Deraeocoris navajo Knight, 1921
- Deraeocoris nebulosus Uhler, 1872
- Deraeocoris nigrifrons Knight, 1921
- Deraeocoris nigritulus Knight, 1921
- Deraeocoris nitenatus Knight, 1921
- Deraeocoris nubilus Knight, 1921
- Deraeocoris ornatus Knight, 1921
- Deraeocoris piceicola Knight, 1927
- Deraeocoris picipes Knight, 1921
- Deraeocoris pinicola Knight, 1921
- Deraeocoris poecilus McAtee, 1919
- Deraeocoris qinlingensis Qi, 2006
- Deraeocoris quercicola Knight, 1921
- Deraeocoris signatus (Distant, 1904)
- Deraeocoris srilankanus Kerzhner & Schuh, 1998
- Deraeocoris wangi Ma & G.Q. Liu, 2002

Subgenus Camptobrochis Fieber, 1858
- Deraeocoris annulifemoralis Ma & G.Q. Liu, 2002
- Deraeocoris brunnescens Qi & Nonnaizab, 1994
- Deraeocoris dentifer Linnavuori, 1975
- Deraeocoris orientalis (Distant, 1904)
- Deraeocoris pallens Reuter, 1904
- Deraeocoris pulchellus (Reuter, 1906)
- Deraeocoris punctulatus (Fallén, 1807)
- Deraeocoris rubriceps Nakatani, 1996
- Deraeocoris ryukyuensis Nakatani, 1996
- Deraeocoris scutellarisanus Carvalho, 1957
- Deraeocoris serenus (Douglas & Scott, 1868)
- Deraeocoris zoui Ma & Zheng, 1997

Subgenus Deraeocoris Kirschbaum, 1856
- Deraeocoris ainoicus Kerzhner, 1979
- Deraeocoris alticallus Hsiao, 1941
- Deraeocoris angustiverticalis Ma & G.Q. Liu, 2002
- Deraeocoris anhwenicus Hsiao, 1941
- Deraeocoris annulipes (Herrich-Schäffer, 1842)
- Deraeocoris annulus Hsiao & Ren, 1983
- Deraeocoris aphidicidus Ballard, 1927
- Deraeocoris ater (Jakovlev, 1889)
- Deraeocoris brevirornis Linnavuori, 1961
- Deraeocoris cardinalis (Fieber, 1858)
- Deraeocoris castaneae Josifov, 1983
- Deraeocoris cordiger (Hahn, 1834)
- Deraeocoris delagrangei (Puton, 1892)
- Deraeocoris erythromelas Yasunaga & Nakatani, 1998
- Deraeocoris flavilinea (A. Costa, 1862)
- Deraeocoris fujianensis Ma & Zheng, 1998
- Deraeocoris gibbantennatus Yasunaga & Nakatani, 1998
- Deraeocoris guizhouensis Ma & Zheng, 1997
- Deraeocoris hayashii Nakatani, 1996
- Deraeocoris horvathi Poppius, 1915
- Deraeocoris insularis Ma & G.Q. Liu, 2002
- Deraeocoris josifovi Kerzhner, 1988
- Deraeocoris kerzhneri Josifov, 1983
- Deraeocoris kimotoi Miyamoto, 1965
- Deraeocoris montanus Hsiao, 1941
- Deraeocoris morio (Boheman, 1852)
- Deraeocoris nigropectus Hsiao, 1941
- Deraeocoris olivaceus (Fabricius, 1777)
- Deraeocoris omeiensis Hsiao & Ren, 1983
- Deraeocoris pallidicornis Josifov, 1983
- Deraeocoris patulus (Walker, 1873)
- Deraeocoris pilosulus Lindberg, 1940
- Deraeocoris planus J.Y. Xu & Ma, 2005
- Deraeocoris plebejus Poppius, 1915
- Deraeocoris pseudokerzhneri (Ma & Zheng, 1998)
- Deraeocoris punctum (Rambur, 1839)
- Deraeocoris ribauti Wagner, 1943
- Deraeocoris ruber (Linnaeus, 1758)
- Deraeocoris rubripes Kelton, 1980
- Deraeocoris rubroclarus Knight, 1921
- Deraeocoris rufiventris Knight, 1921
- Deraeocoris rutilus (Herrich-Schäffer, 1839)
- Deraeocoris salicis Josifov, 1983
- Deraeocoris sanghonami Lee & Kerzhner, 1995
- Deraeocoris sauteri Poppius, 1915
- Deraeocoris sayi Reuter, 1876
- Deraeocoris schach (Fabricius, 1781)
- Deraeocoris schuhi Razafimahatratra & Lattin, 1982
- Deraeocoris schwarzii Uhler, 1893
- Deraeocoris scutellaris (Fabricius, 1794)
- Deraeocoris shastan Knight, 1921
- Deraeocoris sordidus Poppius, 1915
- Deraeocoris tinctus Knight, 1921
- Deraeocoris triannulipes Knight, 1921
- Deraeocoris trifasciatus (Linnaeus, 1767)
- Deraeocoris tsugae Bliven, 1956
- Deraeocoris validus Reuter, 1909
- Deraeocoris vanduzeei Knight, 1921
- Deraeocoris ventralis Reuter, 1904
- Deraeocoris yasunagai Nakatani, 1995
- Deraeocoris zarudnyi Kiritshenko, 1952

Subgenus Knightocapsus Wagner, 1963
- Deraeocoris elegantulus Horváth, 1905
- Deraeocoris lutescens (Schilling, 1836)
- Deraeocoris putoni (Montandon, 1885)
- Deraeocoris ulmi Josifov, 1983

Subgenus Plexaris Kirkaldy, 1902
- Deraeocoris addendus Linnavuori, 1960
- Deraeocoris alluaudi Poppius, 1912
- Deraeocoris apicatus Kerzhner & Schuh, 1995
- Deraeocoris caviscutum Wagner, 1963
- Deraeocoris claspericapilatus Kulik, 1965
- Deraeocoris martini (Puton, 1887)
- Deraeocoris ostentans (Stål, 1855)
- Deraeocoris pilipes (Reuter, 1879)